# Straat Batjan
Straat Batjan (Indonesisch: Selat Bacan) is een zeestraat in Indonesië in de provincie Molukken. Het water scheidt het eiland Mandioli van de eilanden Batjan en Obit in het Oosten en van het eiland Kasiruta in het Noorden. De Straat Batjan verbindt de Straat Obi met de Molukse Zee.
De belangrijkste plaatsen aan de Straat Batjan zijn Lele en Opang op Mandioli, Poan en Kaputusan op Batjan en Jere op Kasiruta.